# 徐輝旻
徐輝旻（韓語：서휘민，2002年3月13日—），韓國短道速滑運動員，她代表韓國隊參加了中國舉行的2022年冬季奧林匹克運動會，並且在女子3000米接力比賽上獲得銀牌。